# Lisa Miskovsky
Lisa Miskovsky est une auteur-compositeur-interprète suédoise née le 9 mars 1975 à Obbola.

## Biographie
Lisa Miskovsky s'est rapidement placée aux tops des charts suédois en 2001 avec son premier album intitulé Lisa Miskovsky et le single Driving One Of Your Cars. Elle reçoit à ce titre deux récompenses en tant que meilleure espoir et meilleure artiste suédoise de l'année. Elle sort ensuite un deuxième album en 2003, intitulé Fallingwater, qui atteint rapidement le top des ventes jusqu'à remporter le disque de platine. Le succès de cet album vient principalement des chansons : Lady Stardust et Sing To Me qui obtiennent un succès immédiat. Lady Stardust parvient même à dépasser les frontières suédoises en s'imposant au Royaume-Uni et en Allemagne.
Certains de ses morceaux sont produits par Joakim Berg, compositeur du groupe Kent.
Lisa a également écrit les paroles de Shape of My Heart, chantée par les Backstreet Boys.
En 2006, elle chante en compagnie d'In Flames sur la chanson "Dead End" lors de l'enregistrement de leur huitième album "Come Clarity" et partage la scène avec le groupe de metal Suédois à plusieurs reprises, notamment au Sweden Rock Festival.
Elle chante Still Alive, thème principal du jeu vidéo Mirror's Edge développé par le studio DICE. Le jeu a été vendu avec un album CD de cette chanson remixée par Benny Benassi, Junkie XL, Paul van Dyk, Teddybears et Armand Van Helden. La chanson atteint la 29e place des charts en Suède, et reste classée pendant 3 semaines.
En 2012, elle participe au Melodifestivalen 2012 et termine 9° de la finale.
Au-delà de la musique, Lisa apprécie le surf le hockey sur glace ainsi que le snowboard.
10 années après son unique participation, Lisa participe au Melodifestivalen 2022 avec la chanson Best To Come, et est éliminée lors de la demi-finale.